# 51 Hydrae
51 Hydrae (k Hydrae) é uma estrela na direção da Hydra. Possui uma ascensão reta de 14h 23m 05.91s e uma declinação de −27° 45′ 13.4″. Sua magnitude aparente é igual a 4.78. Considerando sua distância de 175 anos-luz em relação à Terra, sua magnitude absoluta é igual a 1.14. Pertence à classe espectral K3III.